# Breuilh
Breuilh korábbi község Franciaországban, Dordogne megyében. Lakosainak száma 268 fő (2018. január 1.). Breuilh Marsaneix és Église-Neuve-de-Vergt községekkel határos.
2017. január 1-jén Notre-Dame-de-Sanilhac és Marsaneix korábbi községgel egyesült és az így létrejött Sanilhac új község része lett.

## Népesség
A település népességének változása:
| Lakosok száma | 125  | 123  | 123  | 161  | 199  | 249  | 263  | 274  | 267  | 268  |
|               | 1968 | 1975 | 1982 | 1990 | 1999 | 2011 | 2013 | 2015 | 2017 | 2018 |